# Кілій (Олт)
Кілій (рум. Chilii) — село у повіті Олт в Румунії. Входить до складу комуни Добрун.
Село розташоване на відстані 151 км на захід від Бухареста, 21 км на південний захід від Слатіни, 32 км на схід від Крайови.

## Населення
За даними перепису населення 2002 року у селі проживали 165 осіб, усі — румуни. Усі жителі села рідною мовою назвали румунську.